# Blaine (Kentucky)
Blaine – miasto w Stanach Zjednoczonych, w stanie Kentucky, w hrabstwie Lawrence.